# Hôtel Kerlivio-Broussard
L'hôtel Kerlivio-Broussard, bâti au XVIIIe siècle, est situé 46 rue Émile-Combes à Pons, en France. L'immeuble a été inscrit au titre des monuments historiques en 1944.

## Historique
L'hôtel est construit sur les plans de l'architecte Louis pour Jean-Baptiste Mauduit de Kerlivio, lieutenant-colonel au régiment Royal dragons sous Louis XV, et son épouse Françoise Elisabeth Broussard. 
Le bâtiment est inscrit au titre des monuments historiques par arrêté du 27 juin 1944.

## Architecture

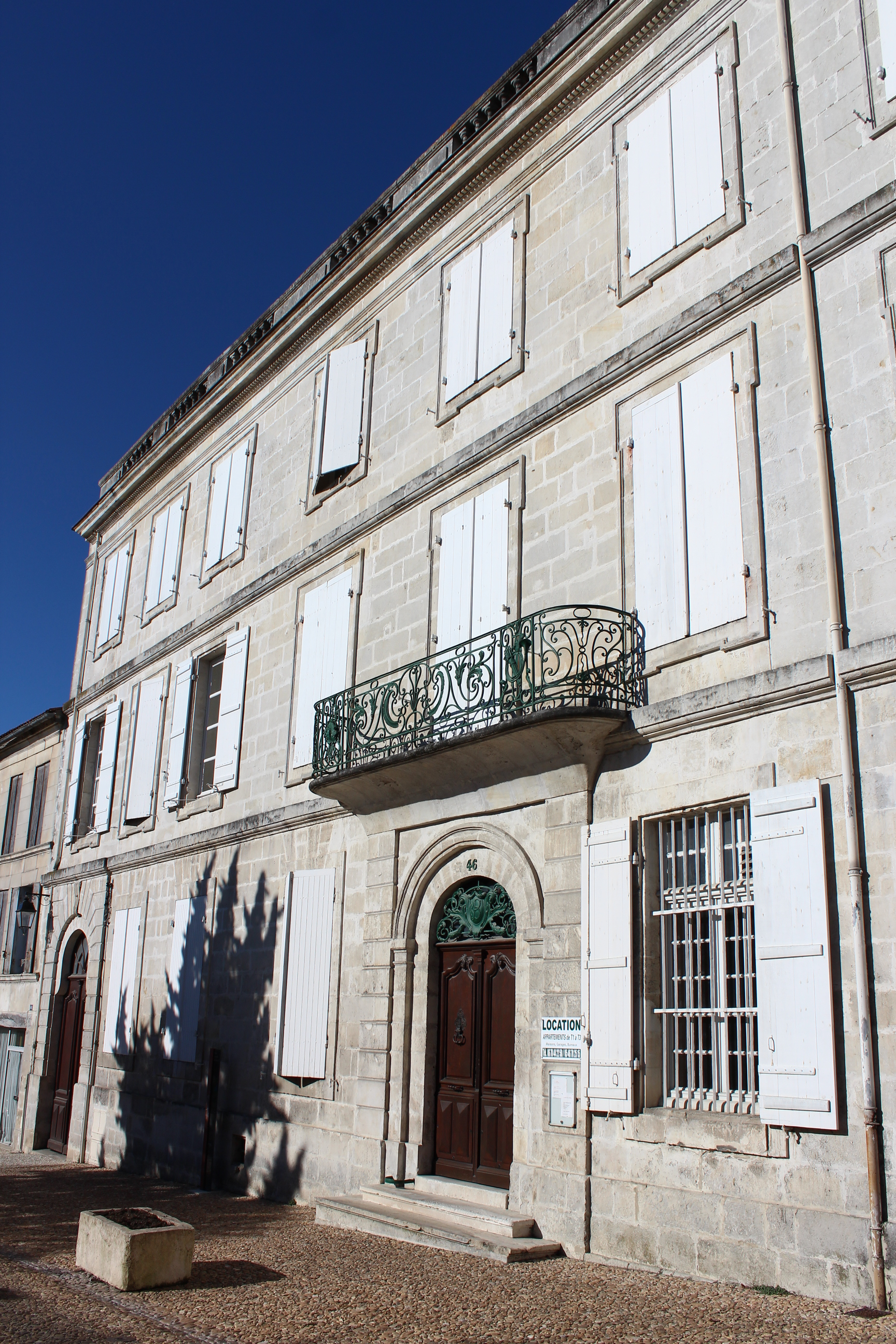
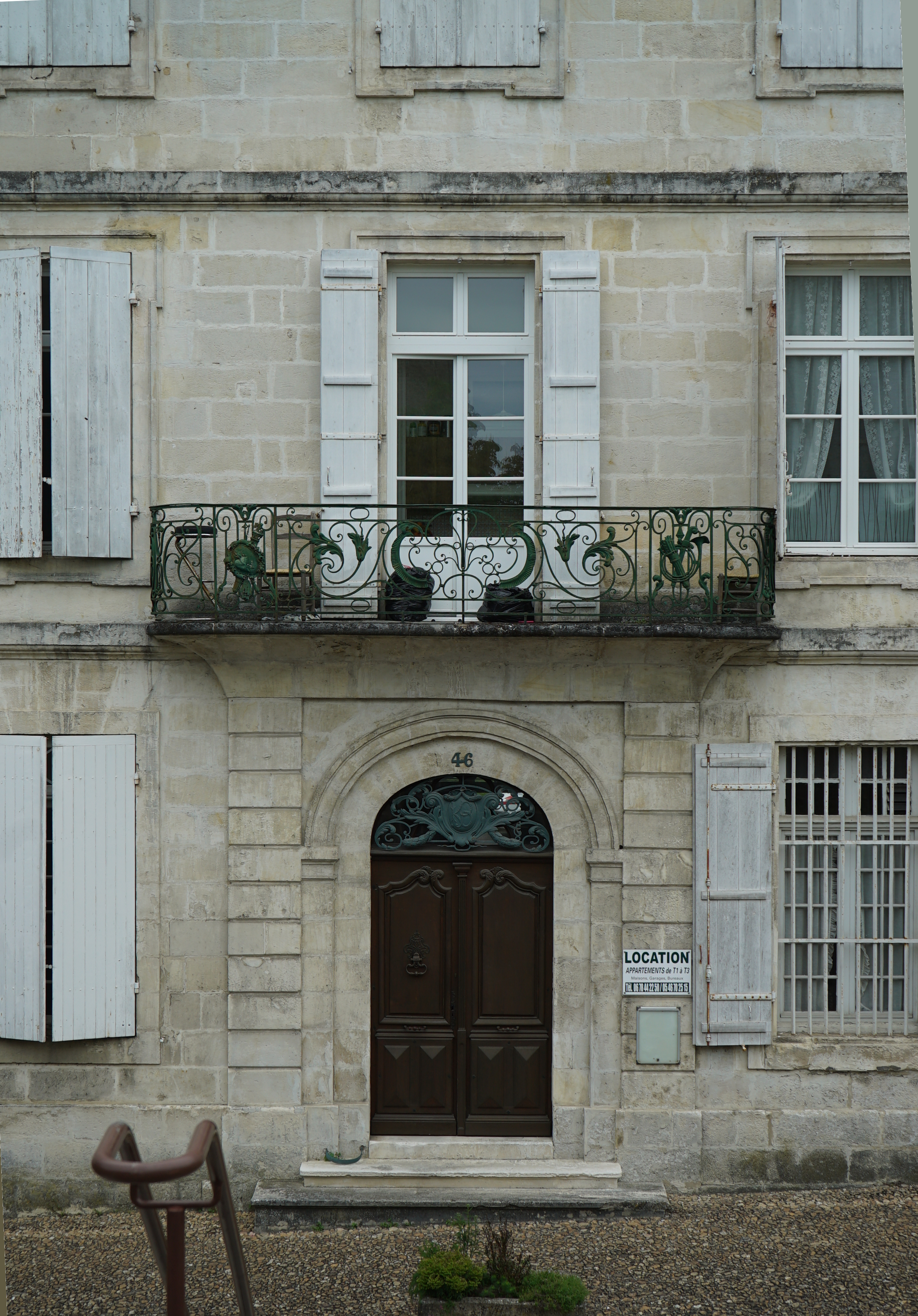